# Protestantisme
El protestantisme és una branca del cristianisme que agrupa diverses denominacions cristianes i generalment es refereix a aquelles que es van separar de l'Església catòlica arran de la Reforma del segle xvi, les derivades d'aquestes i també aquelles que hi comparteixen doctrines o ideologies similars.
El protestantisme és molt divers i és bastant més heterogeni que l'Església catòlica i l'Església ortodoxa (les altres dues branques del cristianisme), tant des del punt de vista teològic com l'eclesiàstic. El protestantisme no compta amb una autoritat suprema ni té unitat estructural. Els protestants van desenvolupar la idea de l'«Església invisible», que es contraposa a la posició catòlica, que veu a l'Església catòlica l'única Església veritable, fundada per Jesús.
A causa de la diversitat de grups que es van sumar al protestantisme i les seves diferències doctrinals, no es correspon amb el model d'una sola església ni una doctrina homogènia. Malgrat les coincidències originals expressades principalment en les Cinc Solas, fins i tot en els seus orígens, no es podria parlar d'un moviment sòlidament uniforme en aquest aspecte. El protestantisme habitualment s'expressa en tres tipus de moviments o congregacions:
- Aquell que es correspon a esglésies històriques de caràcter nacional, com l'Església d'Anglaterra (anglicanisme) al Regne Unit i l'àmbit de les seves colònies, les esglésies luteranes a Alemanya i Escandinàvia, i les esglésies calvinistes (reformats i presbiterians) a Suïssa, Països Baixos i Escòcia. (Les esglésies metodistes i algunes esglésies baptistes, encara que sense caràcter nacional, són agrupades en aquest primer tipus).
- Aquell que es correspon a esglésies històriques de caràcter congregacional, com les esglésies congregacionalistes, les esglésies puritanes, les esglésies anabaptistes (mennonisme, germans) i la majoria d'esglésies baptistes; o a esglésies evangèliques, de caràcter lliure i generalment calvinistes, encara que anabaptistes. Solen dir-se esglésies de la segona reforma.
- Aquell que es correspon a moviments pentecostals o carismàtics, sorgits de diverses esglésies protestants o sense continuïtat històrica.

Hi ha aproximadament 801 milions de protestants, un 37% del total de cristians.

## Història
El terme protestant originalment es referia al grup de prínceps de les ciutats imperials alemanyes que van protestar en contra de la decisió de la Dieta de Speyer de 1529 la qual va fer vàlid l'Edicte de Worms de 1521, que prohibia els ensenyaments luterans dintre del Sacre Imperi Romà. El 1526 la sessió de la Dieta havia acordat tolerar els ensenyaments luterans (sota la base de cuius regio, eius religio) fins que es realitzés un Concili General per a discutir els ensenyaments, però atès que les forces catòliques ja havien aconseguit prou força, el 1529 van decidir acabar amb la tolerància sense esperar la resposta oficial d'un Concili.

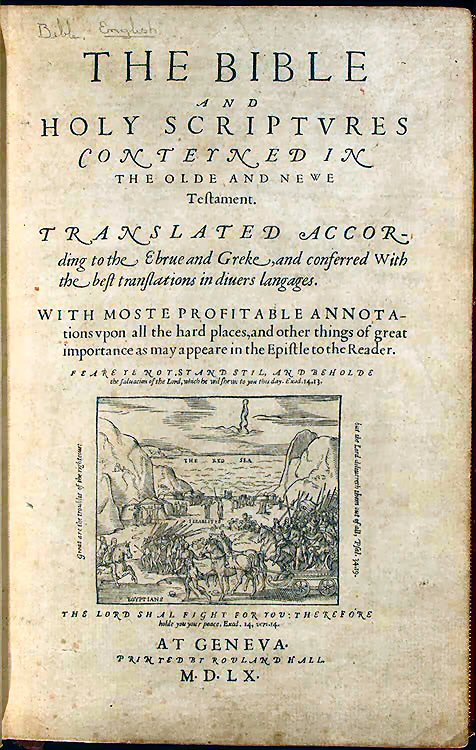
Portada de la Biblia de Ginebra

No obstant això, en un sentit més ampli, el terme protestant va començar a utilitzar-se per a referir-se al moviment de separació de l'Església catòlica, l'inici del qual van ser els qüestionaments de Martí Luter. Així doncs, qualsevol denominació cristiana que es va separar de l'autoritat papal després de la protesta de Luter, s'anomena protestant, encara que no tingui cap connexió històrica amb el moviment luterà.
Com a moviment intel·lectual, el protestantisme va créixer a partir del Renaixement i de les universitats, atraient principalment als intel·lectuals, polítics, professionals i artistes. La nova tecnologia de la impremta va permetre que les idees protestants s'estenguessin ràpidament, i va permetre la producció massiva de Bíblies en llengües vernacles. Les idees protestants socials de la llibertat de consciència van antecedir els desenvolupaments de democratització i fins i tot la Il·lustració dels segles següents.

## Teologia bàsica del protestantisme
Els protestants van creure que l'Església s'havia desviat del missatge pur de la justificació davant de Déu per mitjà de Jesucrist, fins al punt de vendre salvació i perdó econòmicament. Els protestants van creure que era necessari retornar a la simplicitat de l'Evangeli. Encara que hi ha diferències en les característiques doctrinals, totes les famílies protestants comparteixen aquesta doctrina bàsica.

### Els cinc punts de la teologia protestant
Els protestants van establir la seva teologia en cinc punts:
- Solus Christus (Solament Crist)- Per als protestants la salvació només prové de Jesucrist. Aquesta doctrina s'oposava a la doctrina catòlica que establia que la salvació era possible per mitjà de la intercessió dels sants ja morts, de la Verge, o fins i tot, per la venda d'indulgències.
- Sola scriptura (Solament l'Escriptura)- Per als protestants la Bíblia (canònica) és l'única Paraula de Déu i havia de ser accessible i interpretada individualment per tots els creients. Aquesta doctrina s'oposava a la doctrina catòlica que establia que l'Escriptura només podia ser interpretada per la tradició apostòlica del Magisterium (és a dir, el Papa i els concilis eclesiàstics) i que les tradicions catòliques històriques tenen la mateixa autoritat de la Bíblia. També s'oposava a la creença catòlica que la Bíblia només es podia llegir en llatí (i pels sacerdots) i no pas en les llengües del poble.
- Sola fides (Solament la fe)- Per als protestants la justificació davant de Déu prové per mitjà de la fe en el sacrifici de Jesucrist a la creu; les obres bones són l'acompanyament o la resposta de l'home a la salvació de Déu. Per als protestants afegir obres bones per obtenir la justificació volia dir que el sacrifici de Jesucrist havia estat incomplet. Aquesta doctrina s'oposava a la doctrina catòlica que establia la justificació per mitjà de les obres meritòries, la penitència, les indulgències, les misses per als morts, el purgatori o qualsevol altre fonament que s'hi afegís a l'obra redemptora de la creu.
- Sola gratia (Solament gràcia)- Per als protestants la salvació prové de la gràcia de Déu, i no pels mèrits del pecador; la salvació és un regal (do) de Déu. La doctrina de la gràcia estableix que ningú no pot complir tots els manaments de la llei, i per això, ningú no pot salvar-se a si mateix. La salvació s'ofereix al pecador per mitjà del perdó i de la gràcia rebuts després del penediment que produeix un nou naixement.
- Soli Deo Gloria (Solament la glòria a Déu)- Per als protestants la glòria pertany només a Déu, ja que ell ha fet tota l'obra, no només per mitjà del sacrifici de Jesús en la creu, sinó per permetre que per mitjà de la fe l'home pugui ser salvat. Els protestants van creure que cap home (ni les seves institucions) no és digne de la glòria que pertany únicament a Déu.

### L'eucaristia
La doctrina catòlica de l'eucaristia (anomenada també comunió o Sant Sopar) està basada en el dogma de la transsubstanciació. Els protestants es van oposar a aquest ensenyament, encara que no hi ha una doctrina única per a totes les famílies del protestantisme. La majoria d'elles, però, creuen que Crist està present durant el Sant Sopar, i que el pa i el vi són només una representació de la salvació per mitjà del sacrifici corporal de Crist.

### El Sacerdoci dels Creients
Basada en 1 Pere 2, 9, aquesta doctrina estableix que tots els creients tenen el mateix accés a Déu en fe i adoració, i elimina tota mena de jerarquia espiritual del cristianisme, encara que en diferents graus, depenent de la denominació. La funció pastoral (líders o sacerdots protestants) és només una funció de direcció i ensenyament, però tots els creients per mitjà de la lectura de la Bíblia i l'oració, poden comunicar-se amb Déu.

## Branques
A Alemanya va sorgir l'Església luterana. A les zones germàniques de Suïssa, Huldryk Zwingli i d'altres persones van començar també un intent de reforma de l'Església catòlica. Però Jean Cauvin va ser el dirigent més destacat de la Reforma Protestant a Suïssa. La Reforma que s'havia iniciat gairebé simultàniament a Zúric (cantó de parla alemanya) i Ginebra (francòfona) va anar estenent-se pels països veïns, arribant a Escòcia de la mà de John Knox, que s'havia format a Ginebra, donant origen a l'Església Presbiteriana.
Mentrestant, l'Església d'Anglaterra (anglicana) no es va deixar influir en un primer moment pel protestantisme, però després de la seva ruptura amb l'Església vaticana, va començar un gradual i vacil·lant acostament cap als ideals reformistes. Actualment, les Esglésies de la comunió anglicana es declaren obertament reformades. D'elles va sorgir l'Església Metodista, que, al costat dels presbiterians, i a les esglésies baptistes, entre d'altres, es coneixen històricament com a dissidents.
Fora d'aquest protestantisme, que molts estudiosos denominen “magisterial”, es va donar un altre vessant, que es va distingir tant del catolicisme com de les Esglésies protestants de caràcter nacional. Aquest corrent rep el nom de Reforma Radical, els integrants dels quals van passar a conèixer-se com a anabaptistes, que rebutjaven la unió d'Església cristiana i Estat i repudiaven el baptisme infantil, constituint esglésies independents que van donar lloc a corrents com el mennonisme i van influir als fundadors d'unes altres, com les esglésies baptistes.
Des de finals del segle xix van començar a sorgir diferents branques influenciades pels moviments de reviscolament. El principal corrent protestant sorgit en aquest període és el pentecostalisme, que va començar als Estats Units i s'ha estès principalment a l'Amèrica Llatina i Àfrica. Les esglésies pentecostals donen un èmfasi major als dons espirituals descrits en el Nou Testament, principalment el “parlar en llengües”.
Cada branca o denominació del protestantisme sol estar subdividida en diversos grups independents els quals també se'ls sol dir “denominacions” o “famílies”. Aquests grups se solen distingir entre els de la seva pròpia branca per diferències quant a l'èmfasi en determinats punts doctrinals i d'aplicació dels textos bíblics, però també per estar en diferents països o fins i tot regions d'una mateixa nació. També se sol donar el cas de divisions provocades per divergències administratives, encara que això afecta molt més a esglésies locals que a grups sencers.
Així mateix, existeix una infinitat de congregacions locals o grups de congregacions que no posseeixen vincle formal amb denominacions instituïdes, anomenades “esglésies independents”. Aquest tipus d'esglésies ha experimentat una gran proliferació en les últimes dècades del segle xx especialment dins del pentecostalisme, on l'èmfasi en revelacions divines fa que moltes persones decideixin tenir el seu propi ministeri, començant les seves pròpies congregacions de manera independent, és a dir, sense vincle institucional.
Les esglésies independents solen mantenir-se en l'àmbit local com un sol grup, encara que experimentin un gran creixement numèric, amb algunes esglésies locals amb milers de membres. Així i tot, existeixen esglésies independents que se subdivideixen fins al punt de convertir-se elles mateixes en denominacions, a més d'unes altres que s'uneixen en fraternitats d'esglésies que acaben transformant-se també en denominacions.
El protestantisme està força estès, però els deu països amb més protestants formen el 50% dels seus fidels. Aquests són: Estats Units, Anglaterra, Nigèria, Alemanya, Sud-àfrica, el Brasil, Xina, Indonèsia, Kenya i República Democràtica del Congo.

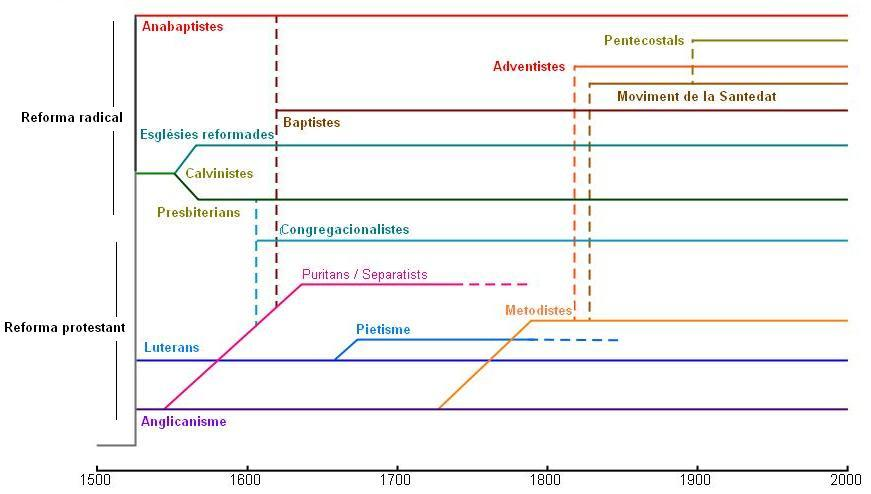
Evolució cronològica de les diferents famílies protestants

### Principals famílies del protestantisme
Aquestes són les famílies principals del moviment protestant agrupades d'acord amb les característiques específiques de la seva doctrina. Cada família, però, conté diverses denominacions o esglésies independents:
| Nom família                                      | Origen | Doctrina | Sagraments | Implantació |
| ------------------------------------------------ | --- | --- | --- | --- |
| Anabaptista i Baptista                           | segle XVI a Europa, com a hereus dels anabaptistes. Han tingut un major creixement als Estats Units, on són la branca protestant majoritària | baptisme per immersió dels adults | baptisme i eucaristia | 100 milions de seguidors, principalment als Estats Units i Llatinoamèrica |
| Anglicana i Episcopal                            | segle xvi, amb la ruptura amb el papa per part d'Enric VIII d'Anglaterra, creant el que es denomina via mitjana del cristianisme (entre el catolicisme i el protestantisme més reformat).                                                                                     | principi de la supremacia real, continguda en les Actes de Supremacia, que recolza l'autoritat del monarca sobre l'Església.                          | baptisme i eucaristia, encara que consideren de manera secundària els altres sagraments de la tradició apostòlica (per exemple, orde sacerdotal). | 85 milions de seguidors, principalment a Anglaterra |
| Calvinista, Presbiteriana i Reformada            | segle xvi, amb Juan Calvino a Suïssa i França (instituint-se l'Església Reformada, que s'estén als Països Baixos), arribant a Escòcia (on, a través de John Knox, s'institucionalitza com a Església Presbiteriana) i Anglaterra (donant origen a l'Església Congregacional). | predestinació | baptisme i eucaristia | 85 milions (50 milions de presbiterians, 30 milions de congregacionales i 5 milions de reformats), principalment a Regne Unit, Països Baixos, els Estats Units, Corea del Sud, Llatinoamèrica i Àfrica subsahariana |
| Evangelisme                                      | els orígens del moviment evangèlic se solen traçar fins al metodisme anglès, l'Església de Moràvia (en particular, la teologia del seu bisbe, Nicolaus Ludwig von Zinzendorf) i el pietisme luterà                                                                            | glossolàlia, experiència de «néixer de nou» quan es rep la salvació i salvació per gràcia a través de la fe en l'expiació feta per Jesús de Natzaret. | baptisme i eucaristia | 600 milions de seguidors, principalment als Estats Units, Regne Unit i Llatinoamèrica |
| Luterana                                         | segle XVI a Alemanya, amb la ruptura amb el papa per part de Martín Luter en el que es coneix com a Reforma Protestant | sola scriptura, sola fide, i sacerdoci universal | baptisme i eucaristia | 75 milions de seguidors, principalment a Alemanya i Escandinàvia |
| Metodista/Wesleyana i el Moviment de la Santedat | segle xvii, amb John Wesley a Anglaterra. Emparentats amb el calvinisme (excepte la predestinació) i l'anglicanisme, estenent-se als Estats Units i Àfrica, on van experimentar un gran creixement.                                                                           | accent en la conversió, la predicació i la santedat                                                                                                   | baptisme i eucaristia | 85 milions de seguidors, principalment a Regne Unit, els Estats Units i Àfrica subsahariana |
| Pentecostal i el Moviment Carismàtic             | entre finals del segle xix i principis del segle xx, inspirats per Charles Finney i William Seymour. Estan constituïts principalment per esglésies locals independents, encara que també comprèn grans denominacions com les Assemblees de Déu.                               | glossolàlia o do de llengües com a evidència del baptisme en l'Esperit Sant                                                                           | baptisme i eucaristia | 250 milions de seguidors, principalment als Estats Units, Llatinoamèrica, Àfrica subsahariana i Corea del Sud |
| Quàquera                                         | fundada el segle xvii a Anglaterra | | | 600.000 persones, principalment es concentra a la ciutat nord-americana de Filadèlfia |

Altres esglésies protestants són:
- Assemblees de Germans
- Església Adventista del Setè Dia
- Esglésies Unitària i Universalista comparteixen algunes característiques del protestantisme, com ara les formes de culte i l'organització congregacional, i sovint són classificades com a esglésies liberals.

## Protestantisme al món

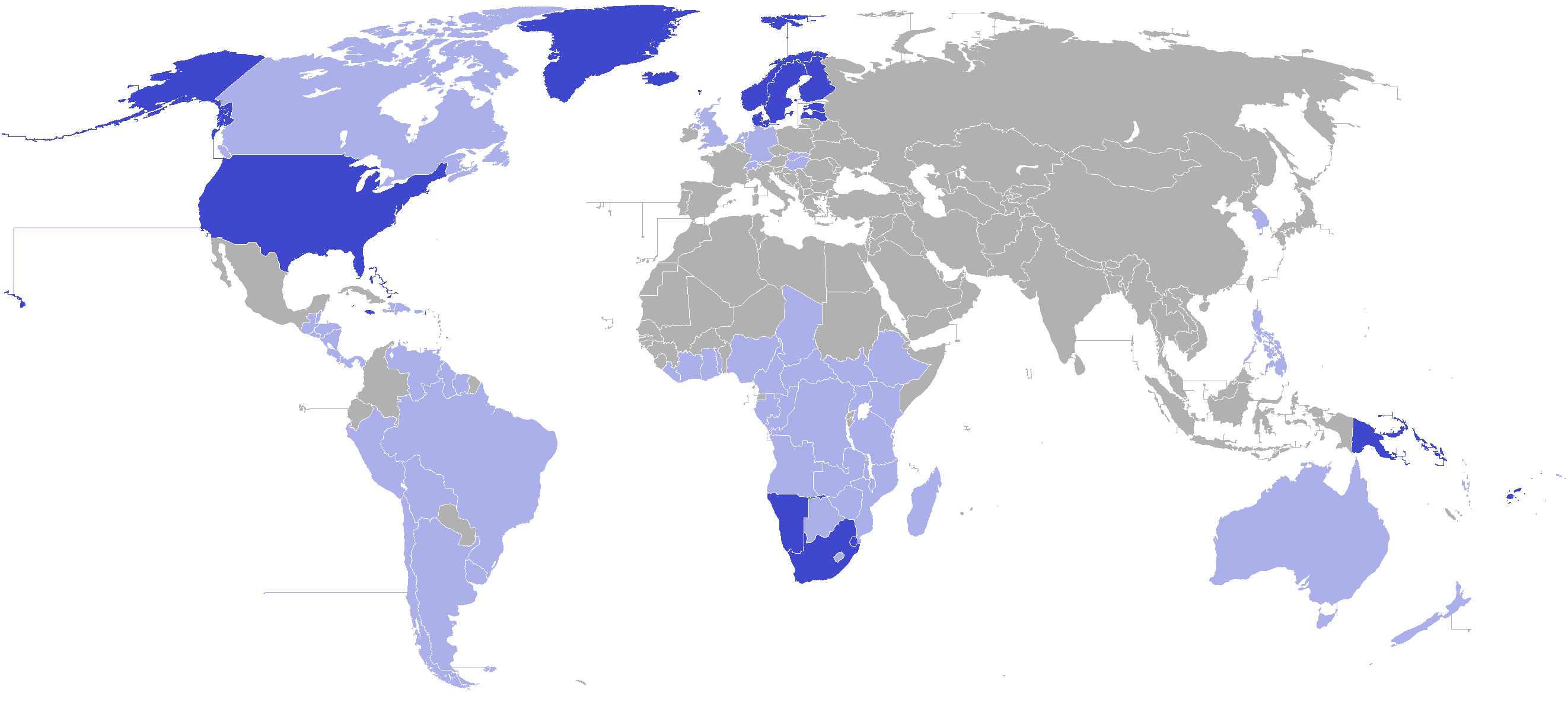
Països on el protestantisme és la religió majoritària.

El país amb major nombre de protestants és els Estats Units, on malgrat la pèrdua de pes dels “WASP” (protestants anglosaxons blancs), tradicionalment a favor d'altres grups (especialment els hispans, de majoria catòlica), la major part dels estatunidencs pertany a alguna confessió protestant. Entre els de major població, el que té el percentatge més alt és el Regne Unit, pertanyents sobretot a l'Església d'Anglaterra (anglicana) i l'Església d'Escòcia (presbiteriana).
| Calss. | País                            | Població protestant | % de protestants |
| ------ | ------------------------------- | ------------------- | ---------------- |
| 1      | Estats Units                    | 141.000.000         | 43,0%            |
| 2      | Regne Unit                      | 44.726.678          | 72,0%            |
| 3      | Brasil                          | 42.300.000          | 22,2%            |
| 4      | Xina                            | 40.520.850          | 3,0%             |
| 5      | Nigèria                         | 34.100.000          | 23,0%            |
| 6      | Sud-àfrica                      | 30.000.000          | 62,0%            |
| 7      | Alemanya                        | 22.036.000          | 26,6%            |
| 8      | Indonèsia                       | 15.460.000          | 6,5%             |
| 9      | Kenya                           | 12.855.244          | 38,0%            |
| 10     | República Democràtica del Congo | 12.017.001          | 20,0%            |

### Amèrica Llatina

Distribució del protestantisme al món.

Els principals grups protestants van començar a establir-se a Amèrica Llatina en el segle xx. Els presbiterians es van instal·lar a l'Argentina el 1836, al Brasil el 1859, a Mèxic el 1872 i a Guatemala el 1882. Els metodistes segueixen un itinerari semblant: Mèxic el 1871, el Brasil el 1886, Antilles el 1890, Costa Rica, Panamà i Bolívia en els últims anys del segle; mentre que a l'Equador, Colòmbia i el Perú es van establir primerament els baptistes i els pentecostals, així com una part dels metodistes.
Actualment, les comunitats protestants han anat guanyant terreny enfront del catolicisme a Amèrica Llatina en general, ampliant la seva penetració en diversos països, especialment a Colòmbia i Centreamèrica.
| Class. | País        | Població protestant | % de protestants |
| ------ | ----------- | ------------------- | ---------------- |
| 1      | Brasil      | 42.300.000          | 22,2%            |
| 2      | Mèxic       | 8.386.207           | 9%               |
| 3      | Colòmbia    | 8.111.197           | 13,7%            |
| 4      | Veneçuela   | 7.888.000           | 16,0%            |
| 5      | Guatemala   | 6.275.620           | 45,0%            |
| 8      | Hondures    | 4.145.000           | 43%              |
| 6      | Argentina   | 4.000.000           | 10,0%            |
| 7      | Perú        | 3.382.352           | 17,4%            |
| 9      | El Salvador | 2.605.600           | 40%              |
| 10     | Xile        | 2.150.000           | 18,0%            |
| 11     | Nicaragua   | 1.809.300           | 33,0%            |
| 12     | Equador     | 1.674.591           | 11,3%            |
| 13     | Bolívia     | 1.440.000           | 16,0%            |
| 14     | Costa Rica  | 989.394             | 29,0%            |
| 15     | Panamà      | 694.916             | 20,0%            |
| 16     | Cuba        | 600.000             | 5,0%             |
| 17     | Uruguai     | 357.667             | 11,0%            |
| 18     | Belize      | 86.940              | 27,0%            |